# Андон Кушовалиев
Андон (Доне) Димитров Кушовалиев или Кушувалиев е български революционер, деец на Вътрешната македонска революционна организация.

## Биография
Андон Кушувалиев е роден на 25 януари 1878 година в южномакедонския български град Кукуш, Османска империя. Син е на Димитър Кушувалиев и жена му Мария Николова. Сродник е на видния възрожденски деец Атанас Кушували.
Присъединява се към ВМОРО. Заедно с Мирчо Кушовалиев участва в Илинденско-Преображенското въстание през лятото на 1903 година със сборната чета на Кръстьо Асенов.
В 1912 година Андон Кушовалиев, 35-годишен от Кукуш, е доброволец в Македоно-одринското опълчение и служи в четата на Гоце Междуречки.
- Свидетелство за женитба. 18 февруари 1907 година, София
- Свидетелство за женитба (гръб). Свидетел Христо Совичанов